# Папски конклав 2005
Папски конклав 2005 – конклав, състоял се между 18 април и 19 април 2005 г. Започва след смъртта на папа Йоан Павел II на 2 април същата година.

## Балотажи
От тайния дневник на един от кардиналите (чиято автентичност се оспорва) стават ясни резултатите от гласуванията. Той определя като основни претенденти за короната двамата по-късни папи Йозеф Ратцингер и Хорхе Берголио.

### Първи балотаж
- Ратцингер – 47 гласа;
- Берголио – 10 гласа;
- Мартини – 9 гласа;
- Руини – 6 гласа;
- Содано – 4 гласа;
- Марадияга – 3 гласа;
- Тетаманци – 2 гласа.

### Втори балотаж
- Ратцингер – 65 гласа;
- Берголио – 35 гласа;
- Содано – 4 гласа;
- Тетаманци – 2 гласа.

### Трети балотаж
- Ратцингер – 72 гласа;
- Берголио – 40 гласа.

### Четвърти балотаж
- Ратцингер – 84 гласа;
- Берголио – 26 гласа;
- Шьонборун – 1 глас;
- Бифи – 1 глас;
- Лоу – 1 глас.